# Мишура

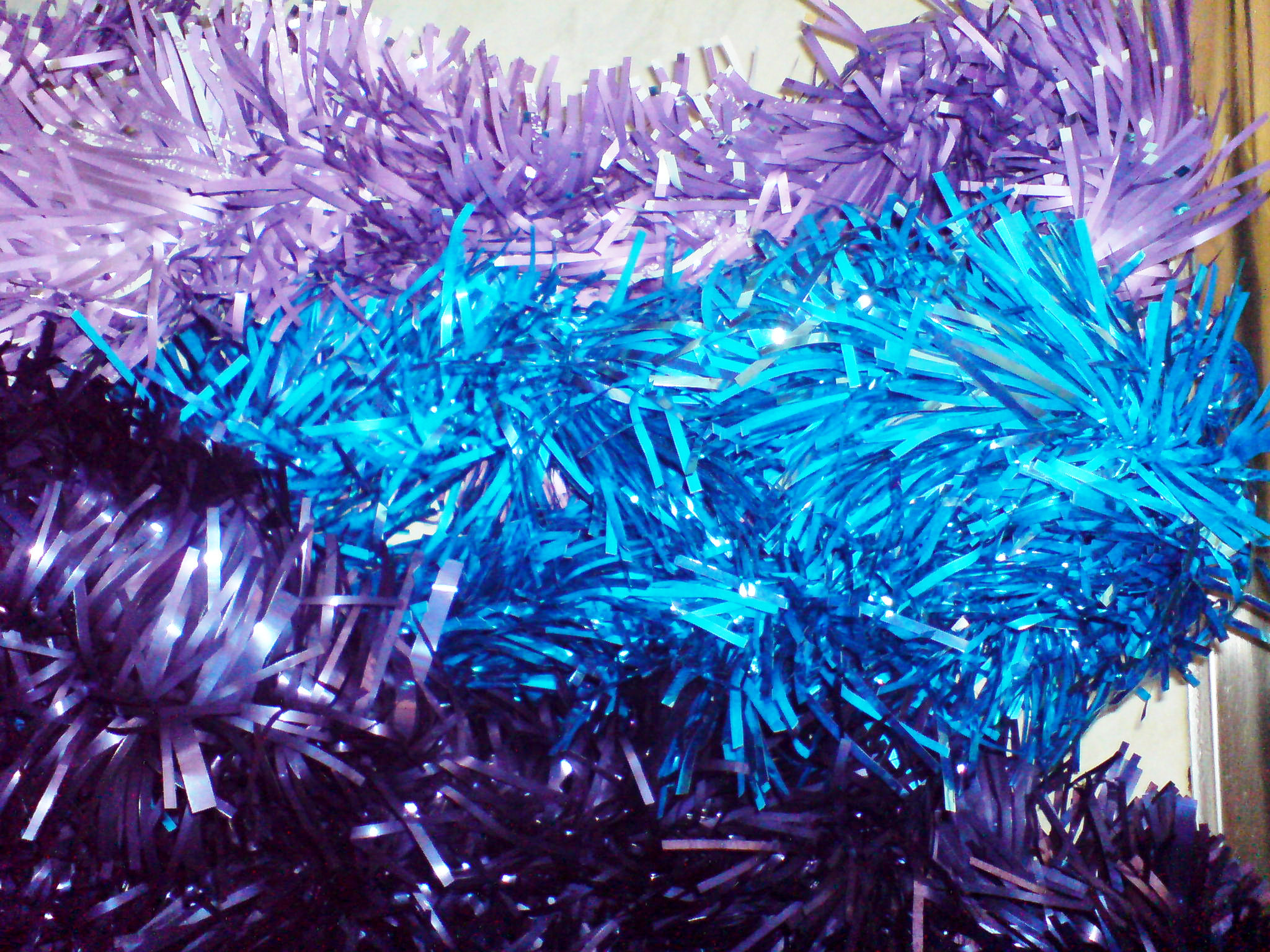
Современные цветные гирлянды из полимерной мишуры

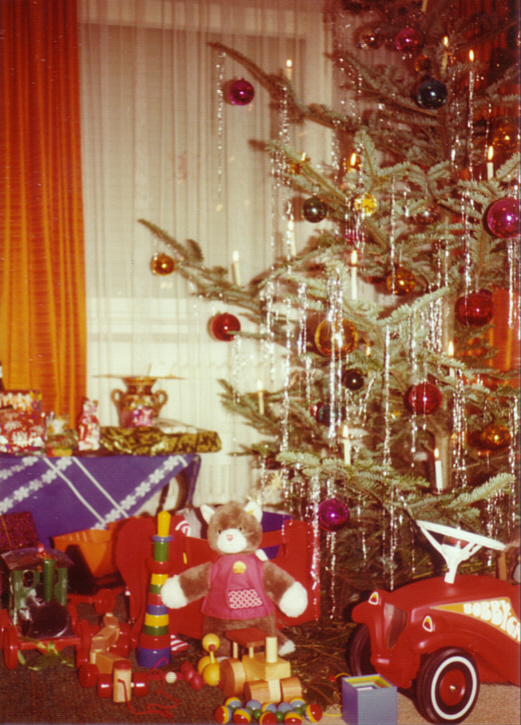
Старомодный ныне «дождик». 1970-е

Мишура́ (заимствование из неизвестного источника) — классическое ёлочное украшение в виде гирлянд из медных, посеребрённых или позолоченных нитей, имитирующее блестящие на солнце сосульки на еловых ветках. Елочную мишуру в предновогоднее время также используют для оформления карнавальных костюмов и рабочих помещений. В производстве мишуры применяют медную или латунную проволоку, которые расплющивают в тонкую полоску, а также алюминиевую фольгу и полимерные материалы, в частности, лавсан. Украшать рождественские ёлки блестящими металлическими нитями «под сосульки» придумали в Германии в XVII веке, в России мишура появилась в XVIII веке.
В Германии под мишурой подразумевают тонкие металлические ленты, так называемый «дождик», который первоначально делали из «лионской» или «леонской проволоки» (название зависело от города, где её изготавливали — в Лионе или Леоне), представлявшей собой дорогостоящие металлические нити, посеребрённые настоящим серебром или «позолоченные» латунью. После Рождества «дождик» аккуратно собирали и хранили до следующего года. Вплоть до 1970-х годов без «дождика» из станиоля не могла обойтись ни одна немецкая рождественская ёлка. По сюжету одного рождественского стихотворения, оказавшись в безвыходной ситуации в сочельник, находчивый отец семейства спас Рождество, сделав «дождик» из покрашенных серебряной краской нашинкованных нитей незаменимой Гарниры. В рождественском скетче 1978 года дедушка Хоппенштедт в исполнении знаменитого комика Лорио по поводу «современного» дизайна ёлки без «дождика» замечает: «Раньше было больше мишуры» (нем. Früher war mehr Lametta). Фраза ушла в народ, цитируется в самых разных ситуациях со смыслом «раньше всё было лучше» и стала настолько популярной, что наследники комика даже пытались оформить на неё авторские права. В 2015 году последний немецкий производитель новогодних украшений, в том числе и «дождика» из станиоля — компания Riffelmacher & Weinberger — объявила о полном снятии его с производства ввиду отсутствия спроса. В том, что мишура вышла из моды в Германии, социологи винят быстро меняющийся современный мир и глобализацию, уничтожающую региональные связи. Против мишуры выступают и экологи. Кроме того, немецкая продукция из станиоля обходится в три раза дороже китайских пластиковых аналогов. Исследователь социальных трендов Петер Випперман исключает для «дождика» в Германии какую-либо возможность вернуться на ёлку, потому что он стал пластиковым, ощущается по-другому и не вызывает положительных эмоций, связанных с детством.